# Lại thằng nhóc Emil
Emil of lönneberga (từ tiếng Thụy Điển: Emil i Lönneberga) tựa Tiếng Việt: Lại thằng nhóc Emil; là một loạt các tiểu thuyết của Astrid Lindgren. Loạt gồm mười hai cuốn sách được viết từ năm 1963 đến năm 1997. Nhân vật chính của loạt là một cậu bé nghịch ngợm tên là Emil, cậu thông minh và hay chơi khăm mọi người, cậu sống trong một trang trại ở làng Lönneberga tại Småland, Thụy Điển.
Các cuốn sách đã được dịch sang 44 ngôn ngữ (2014), và hầu hết các nhà xuất bản đã giữ nguyên các hình minh họa gốc của Björn Berg. Tác phẩm đã được chuyển thể thành phim năm lần,trong đó có ba tác phẩm tiêu biểu, sản xuất giữa những năm 1971-1973.

## Nhân vật Emil
Emil Svensson sống cùng gia đình trong một trang trại tên là Katthult, nằm trong làng Lönneberga, cách thị trấn Vimmerby vài dặm. Theo như các cuốn sách thì độ tuổi của cậu rơi vào khoảng năm đến tám tuổi. Mái tóc và đôi mắt cậu màu xanh lam khiến cho cậu rất giống một thiên thần nhỏ bé. Cậu thường xuyên tự đâm đầu vào rắc rối (thường là do các trò chơi khăm của cậu tự gây ra). Emil không gây nguy hiểm như những thành kiến của những người xung quanh cậu. Cậu chỉ đơn giản là không lường trước được hậu quả từ những hành động của bản thân. Cậu thậm chí còn có một câu châm ngôn "để đời". Nội dung của câu nói này như sau: "Bạn không gây ra các trò đùa, chúng chỉ đơn giản là tự diễn ra." Chúng bao gồm các hành động không mấy tốt đẹp, trò nghịch ngợm của trẻ con, sự tò mò, hiếu kì, và sự xui xẻo. Ví dụ, cậu đem những thực phẩm dành để thăm họ hàng cho những người nghèo, những người cần nó hơn. Anh ta vô tình khóa cha mình vào nhà trong khi khóa các cửa khác. Cậu kéo đứa em gái ruột lên cột cờ để xem cô bé có thể nhìn được bao xa từ đó. Trong khi chơi trò "giả vờ", cậu khiến mọi người tin rằng họ đã mắc bệnh sốt phát ban.
Với hầu hết các trò đùa, Emil thoát khỏi cơn thịnh nộ của cha bằng cách bỏ chạy và tự nhốt mình vào kho dụng cụ. Vì cửa cũng có thể bị khóa từ bên ngoài, nên cha cậu đã nhốt cậu trong đó một thời gian như một hình phạt. Emil thường cảm thấy xấu hổ vì những gì cậu đã làm, nhưng đây không phải là hình phạt nghiêm khắc đối với Emil, người thích ngồi trong nhà kho và khắc tượng gỗ trong mỗi lần bị phạt. Cuối cùng cậu tích lũy được hẳn 369 tượng, ngoại trừ một cái mà mẹ cậu đã đem chôn vì bà cho rằng nó trông quá giống ngài trưởng thôn. Emil thông minh, sáng tạo và có xu hướng suy nghĩ theo những cách khác thường mà người lớn có thể hiểu nhầm
Emil rất tháo vát. Cậu am hiểu bất kỳ loại vật nuôi nào trong trang trại, đặc biệt là ngựa. Cậu cũng dũng cảm, và cứu sống Alfred khi anh ta bị nhiễm độc máu. Khi Alfred cận kề cái chết và con đường đến bác sĩ phủ đầy tuyết, Emil bất chấp thời tiết xấu, thực hiện chuyến đi bằng ngựa và xe trượt tuyết đến bác sĩ, để cứu sống Alfred, người mà cậu luôn kính trọng.
Cuối cùng, Emil được cho là lớn lên rồi thành một người đàn ông có trách nhiệm và tháo vát, cuối cùng trở thành Thị Trưởng.

## Nhân vật khác
Anton Svensson, cha của Emil, thường tức giận với đứa con trai, mặc dù ai cũng thấy rõ ông cũng rất yêu cậu con trai nghịch ngợm hay đùa. Ông được miêu tả là một cư dân gương mẫu của Småland - chẳng hạn như cực kỳ kỹ tính với tiền bạc. Trong một lần, ông nói với vợ rằng nếu bà ấy cứ đi giày thường xuyên như vậy, chúng sẽ phải thay liên tục - cứ cách 10 năm lại thay một lần! Rượu và những lời nói thô tục bị nghiêm cấm trong nhà của Svenssons.
Alma Svensson, mẹ của Emil, rất yêu quý cậu bé và hay nói rằng "Emil là một cậu bé tốt bụng, và chúng tôi yêu thằng bé theo kiểu riêng." Bà cũng viết ra mọi điều tồi tệ Emil làm trong một cuốn sách màu xanh lam, mặc dù nó sẽ sớm dày lên thành một số cuốn.
Ida Svensson, em gái của Emil, là một đứa trẻ ngoan ngoãn không như anh mình. Cô bé cố gắng bày trò chơi khăm như anh trai, vì cô cũng muốn đi đến nhà kho, nơi mà cô bé nghĩ là nó rất ấm cúng, nhưng lại thất bại.
Alfred là chủ trang trại, và Lina, người giúp việc của trang trại cũng sống trong trang trại. Alfred rất thích trẻ con, là bạn thân nhất của Emil, nhưng Lina không thích cậu. Cô yêu Alfred và muốn anh cưới cô, một chủ đề mà Alfred hay né tránh. Krösa-Maja, một phụ nữ lớn tuổi sống trong một căn nhà gỗ gần đó, thường đến thăm trang trại để giúp việc nhà hoặc trông chừng lũ trẻ, kể cho chúng nghe những câu chuyện ma quái và những truyền thuyết được cho là có thật khác.

## Bối cảnh lịch sử
Trong khi không có ngày phát hành cụ thể, cuộc phiêu lưu của Emil có thể diễn ra mơ hồ ở Thụy Điển vào khoảng những năm 1899-1911. Một số tài liệu tham khảo được đưa ra về các hiện tượng văn hóa, xã hội và quân sự của Thụy Điển đã kết thúc vào đầu thập niên 1900. Trong đó có đề cập đến một sao chổi, rất có thể là lúc Sao chổi Halley đã đi qua Trái đất vào năm 1910. Ngoài ra còn có đề cập đến một trận động đất lớn ở Mỹ, rõ ràng có liên quan đến trận động đất ở San Francisco năm 1906.

## Tên Emil trong ngôn ngữ khác
Ở Đức, Emil được biết đến với cái tên Michel aus Lönneberga, vì lý do tiếp thị, vì cũng có một Emil khác trên thị trường sách thiếu nhi ở Tây Đức vào những năm 1960: cậu bé Emil Tischbein trong Erich Kästner  Emil und die Detektive từ thập niên 1920.
Ở Iceland, sách được biết đến với cái tên Emil í Kattholti và đã thu được thành công đáng kể.
Ở Ý, Emil được biết đến với cái tên Emil, và các bộ phim Thụy Điển được chiếu trên RAI TV vào năm 1974.
Ở Ba Lan, bộ sách được gọi là Emil ze Smalandii.
Ở Pháp, Emil được gọi là Zozo la Tornade ("Zozo Tornado").
Ở Phần Lan, Emil được biết đến với cái tên Vaahteramäen Eemeli, "Eemeli of Vaahteramäki". Vaahteramäki là bản dịch trực tiếp của Lönneberga, "Maple Hill".
Ở Hà Lan, Emil được biết đến với cái tênMichiel van de Hazelhoeve.

## Chuyển thể thành phim
- Emil i Lönneberga (1971)
- Nya hyss av Emil i Lönneberga (1972)
- Emil och griseknoen (1973)
- Michel aus Lönneberga, Phim truyền hình Đức-Thụy Điển.
- Emīla nedarbi (1985), phim truyền hình Latvia
- That Boy Emil (2013)